# ラスカーラ
ラスカーラ（L'Escala）は、スペイン・カタルーニャ州ジローナ県にあるムニシピ（基礎自治体）。アルト・アンプルダー郡に含まれる。自治体公式名称はカタルーニャ語でL'Escala、カスティーリャ語による表記はLa Escala（ラ・エスカーラ）。自治体内で古代ギリシャおよびローマ時代の都市アンプリアスの遺跡が発見されている。カタルーニャ統計局によれば2012年の人口は10,508人。

## 地名の由来
自治体の地名はラテン語のScalaから派生したもので、この語は船舶の常である避難のための港あるいは桟橋に関係し、東部地中海では一般的なものであった。それに単数定冠詞女性形laを付加したものである。

## 歴史
新石器時代にまでさかのぼる有力な証拠はないものの、青銅器時代末期の紀元前9世紀ごろにはこの地における人類の定住の痕跡が残されている。紀元前4世紀にはポカイアにルーツを持つ古代ギリシャ人たちが、当時島と陸地が地峡でつながっていた、現在のサン・マルティー・ダンプリアス（Sant Martí d'Empúries）の地に最初の植民都市アンプリアス （Ἐμπόριον、'Emporion'）を建設した。この植民都市は後に陸地側に移された。そして紀元前2世紀ごろにはローマ人たちがギリシャ時代の都市の西方に、最終的には一体化したのではあるが、それよりもはるかに巨大な正方形の新しい都市を建設した。その後ローマ帝国の衰退により、パライオポリス（サン・マルティー・ダンプリアス）を除き、紀元3世紀までに放棄され、住民たちは農村地域やより防御に適した場所へ移っていった。
サン・マルティーはビシゴート時代には司教座がおかれ、カスタリョー・ダンプリアスにとってかわられる11世紀までアンプリアス地域の中心都市であった。16世紀ごろにはかつての港は堆積物によって事実上機能しなくなっており、サン・マルティーの漁師たちの一群が、現在のラスカーラの地へ移ることにより、現行の自治体の起源となった集落が建設されることになった。このころの記録には、集落は漁業と沿岸交易を生業とするアンプリアス（サン・マルティー）に属する小さな港町であったと記されている。この集落は17世紀を通じて徐々に確固としたものになり、1680年にはPort de l'Escala de la vila d'Empúries自らのための教会をたてるほどにまでなった。交易税、漁業、造船、塩漬け加工食品、農産品、ワイン貿易などが増大し、仕事を求めて近隣からの人口移入が起き、これ以降街は急速に拡大していった。1766年には町（villa）となり、サン・マルティー・ダンプリアスに取って代わり自治体の中心地区（capital）となった。
20世紀初頭には、芸術文化文芸協会（el Ateneo de Arte y Cultura）、青年センター（el Centro de Juventud）、いくつものサルダーナのグループ、文芸コンクールなどを擁するようになり、政治的、文化的な活動が盛んになっていった。スペイン内戦が勃発すると、イタリア軍による爆撃もあり、これらの動きは急速に衰えていった。1960年代まではラスカーラの主要な経済活動は農業と漁業であったが、一大観光ブームが起きると経済は大きく転換した。零細企業は消え去り、建設業、商業、そして食品加工業（アンチョビ）が台頭していった。

## 人口
2012年の人口は10,508 人。住民の大半は中心地区のラスカーラ地区に居住し、残りは自治体内に点在する地区に居住する。
| ラスカーラの人口推移 1900－2010                         |
|                                                         |
| 出典:INE（スペイン国立統計局）1900年 - 1991年、1996年 - |

## 見どころ

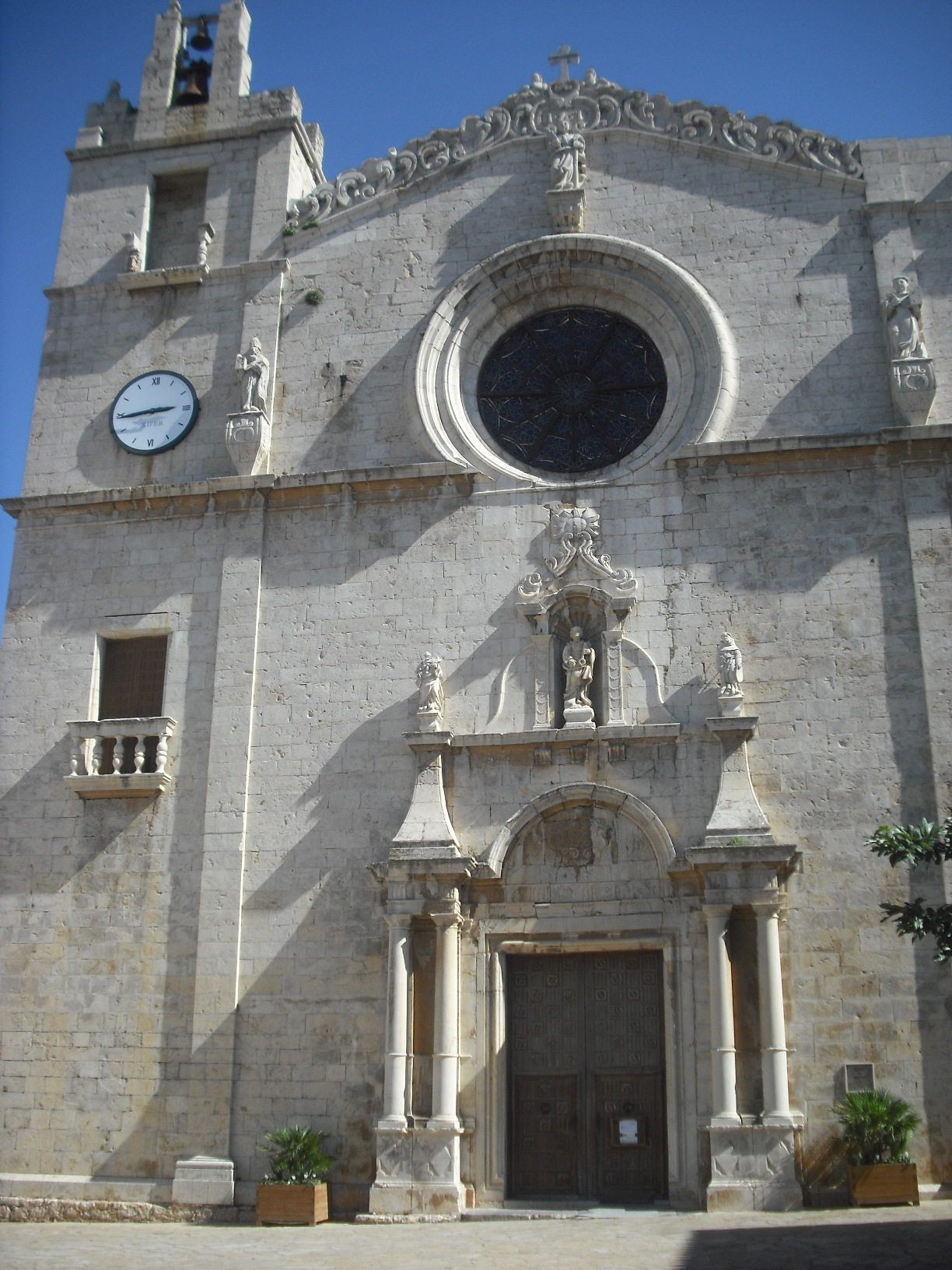
サン・ペラ教会

### 建築
サン・ペラ教区教会（Església parroquial de Sant Pere）: 18世紀建造。

### 海岸

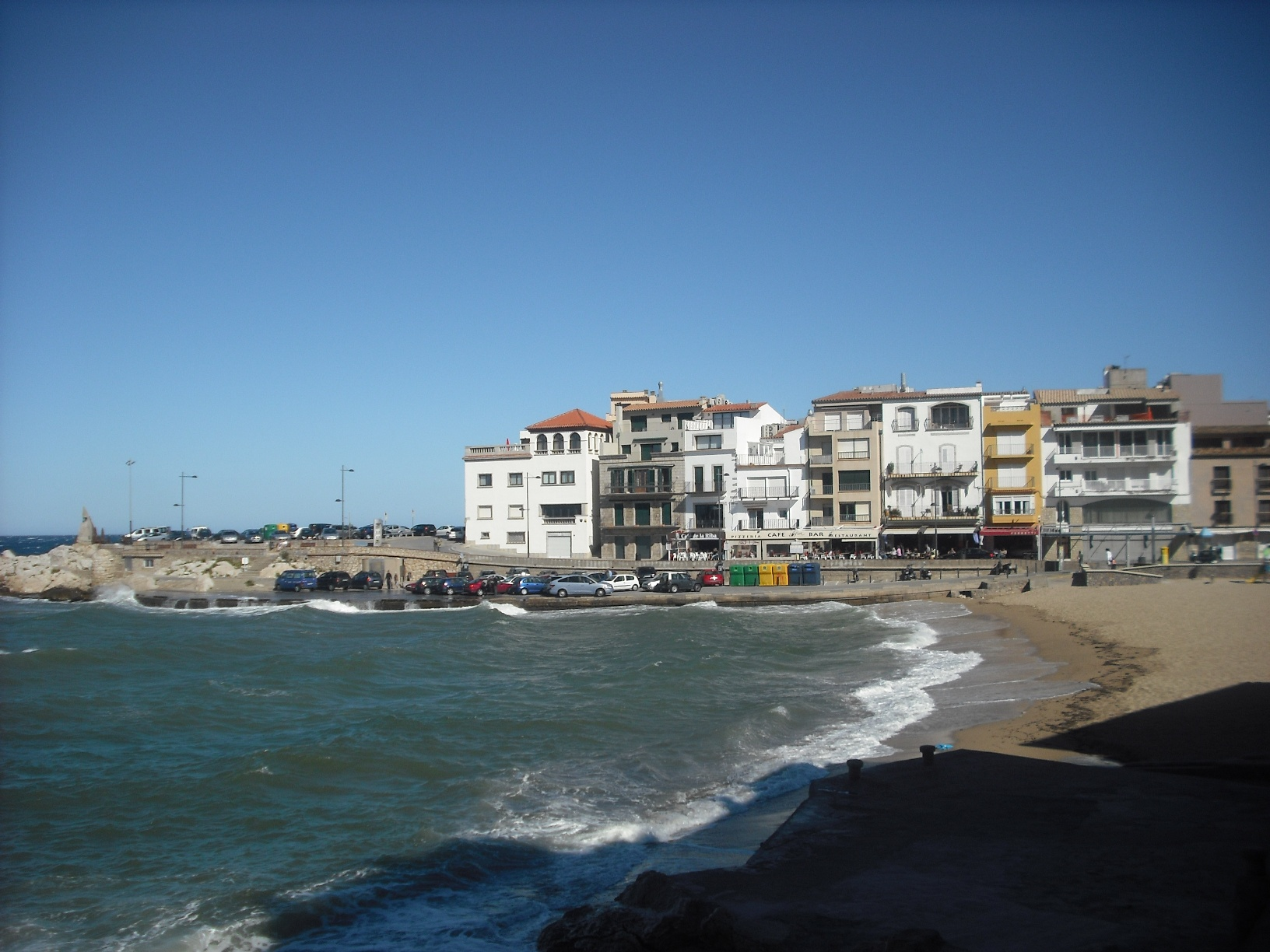
ラスカーラの海岸

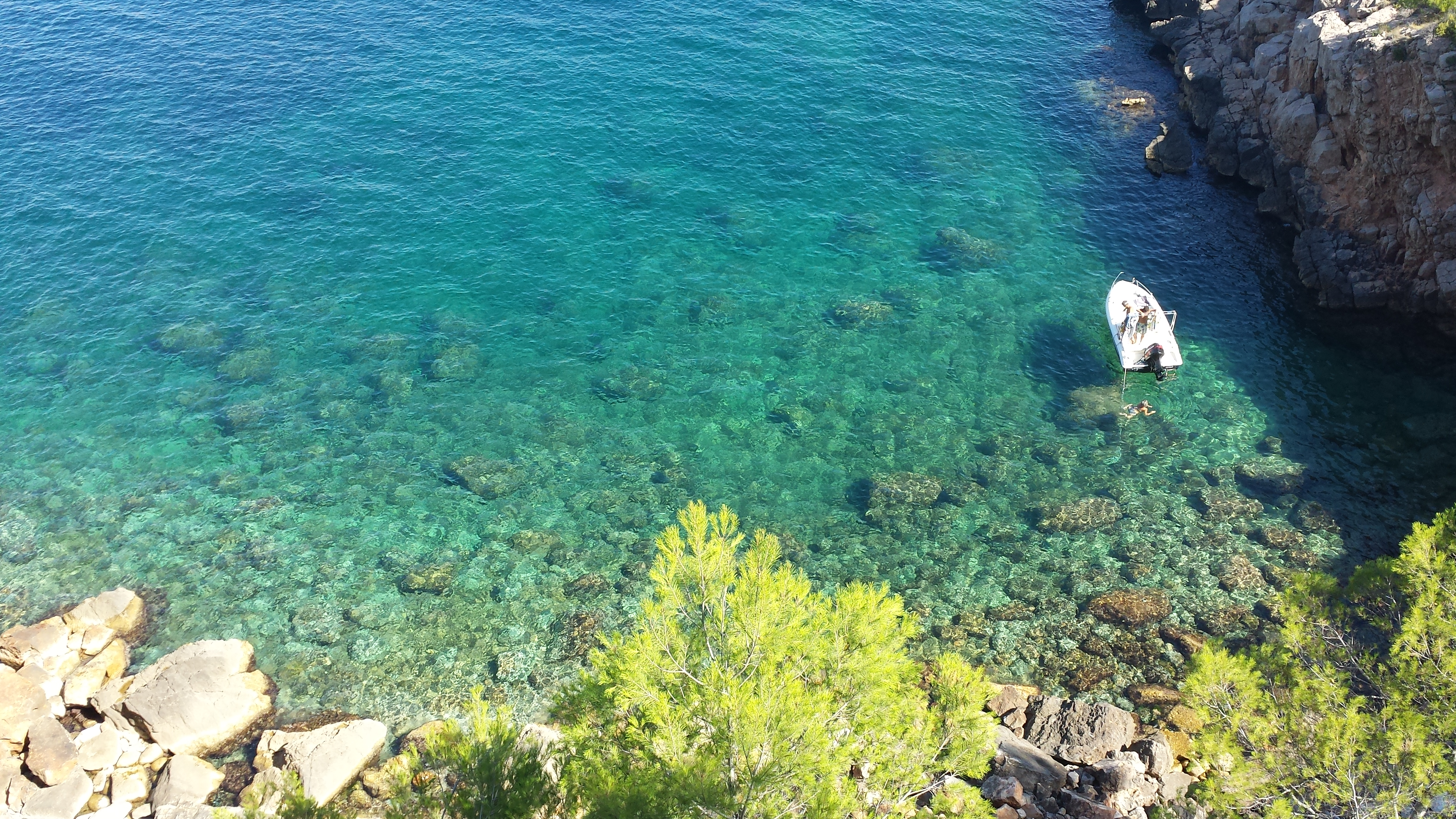
カラ・ムンゴー（ムンゴー入江）

自治体内にはシャワー設備やその他の設備を備えた海水浴に適した入江や浜が数多くある。旧市街の近くには"La Plaja"と呼ばれる浜（かつては漁船の退避のための天然の港として使われた）や"Port d'en Perris"と呼ばれる入り江がある。規模の大きなものとしては、リエイス（Riells）のムンゴー入江（Cala Montgó）やアンプリアスの海岸（la Vaixella、el Portitxol、遺跡内にあるles Muscleres）やモル・グレック（Moll Grec）、リウエート（Riuet）の海岸などがある。
リエイスの海岸はヨーロッパで最初に禁煙が実施された海岸で、その海岸通りはフランスの作家アントワーヌ・ド・サン＝テグジュペリの作品『星の王子さま』に捧げられている。通りを進むとクロータ漁港とハーバーがある。

## 文化

### 博物館
- カタルーニャ考古学博物館（Museu d'Arqueologia de Catalunya）：アンプリアスの遺跡のそばに位置し、遺跡およびそこで発見された事物について展示されており、それらのうち代表的なものはアスクレーピオスの像である[8]。
- アンチョビと塩の博物館（Museu de l'Anxova i de la Sal）[13]：フランセスク・マシアー通りに位置し、テーマ別に5つの展示室で常設展示が[14]、また特別展示もおこなわれる[15]。
- 魚類資料センター（Centre d'Interpretació del Peix、MARAM）：[16] ラスカーラ魚類資料センターでは映像とインタラクティブな機能により魚について知ることができる。漁港にほど近いところに位置し、漁師の日々の生活、漁船、はえ縄漁、囲い込み漁などの伝統漁法やちょっとした技法、魚のセリなども観察することができる。
- オートバイ博物館（Museu de la moto de l'Escala）：ビセンス・フルガードのコレクションで、特別なものはないが、さまざまな種類のものが収集してあり、その中には珍しいものもある。